# Лыткино (городской округ Солнечногорск)
Лыткино — деревня в Московской области России. Входит в городской округ Солнечногорск. Население — 322 чел. (2010).

## География
Деревня Лыткино расположена в центральной части Московской области, на юго-западе округа, на Пятницком шоссе Р111, примерно в 18 км к югу от города Солнечногорска, в 30 км к северо-западу от Московской кольцевой автодороги. К северу от деревни — исток впадающей в Клязьму реки Радомли.
В деревне 2 улицы — Бирюсинка и Лесная, приписан коттеджный посёлок и 3 садоводческих некоммерческих товарищества. Связана прямым автобусным сообщением с Солнечногорском и Зеленоградом. Ближайший населённый пункт — деревня Марьино.

## История
В «Списке населённых мест» 1862 года Троицкое (Лыткино) — владельческое село 2-го стана Звенигородского уезда Московской губернии по правую сторону тракта из города Воскресенска в город Клин, в 30 верстах от уездного города, при пруде, с 18 дворами, православной церковью и 148 жителями (80 мужчин, 68 женщин).
По данным на 1890 год — село Еремеевской волости Звенигородского уезда с 213 душами населения.
В 1913 году — 35 дворов и земское училище.
По материалам Всесоюзной переписи населения 1926 года — центр Лыткинского сельсовета Еремеевской волости Воскресенского уезда Московской губернии на Пятницком шоссе, в 5,33 км от станции Поворово Октябрьской железной дороги, проживало 213 жителей (114 мужчин, 99 женщин), насчитывалось 44 хозяйства, среди которых 39 крестьянских, имелись школа 1-й ступени и общество потребителей.
С 1929 года — населённый пункт в составе Воскресенского района Московского округа Московской области. Постановлением ЦИК и СНК от 23 июля 1930 года округа как административно-территориальные единицы были ликвидированы.
1929—1930 гг. — центр Лыткинского сельсовета Воскресенского района.
1930—1932 гг. — центр Лыткинского сельсовета Сходненского района.
1932—1954 гг. — центр Лыткинского сельсовета Солнечногорского района.
1954—1957 гг. — деревня Соколовского сельсовета Солнечногорского района.
1957—1960 гг. — деревня Соколовского сельсовета Химкинского района.
1960—1963 гг. — деревня Соколовского сельсовета Солнечногорского района.
1963—1965 гг. — деревня Соколовского сельсовета Солнечногорского укрупнённого сельского района.
1965—1994 гг. — деревня Соколовского сельсовета Солнечногорского района.
В 1994 году Московской областной думой было утверждено положение о местном самоуправлении в Московской области, сельские советы как административно-территориальные единицы были преобразованы в сельские округа.
С 1994 до 2006 гг. деревня входила в Соколовский сельский округ Солнечногорского района..
С 2005 до 2019 гг. деревня включалась в Соколовское сельское поселение Солнечногорского муниципального района.
С 2019 года деревня входит в городской округ Солнечногорск, в рамках администрации которого деревня относится к территориальному управлению Соколовское.
До 1940-х гг. в Лыткине существовала церковь Троицы Живоначальной, построенная в 1837—1841 гг.

## Население
| 1852 | 1859 | 1890 | 1899 | 1926 | 1966 | 1998 |
| ---- | ---- | ---- | ---- | ---- | ---- | ---- |
| 123  | ↗148 | ↗213 | ↘121 | ↗213 | ↗379 | ↗427 |
| 2002 | 2010 |      |      |      |      |      |
| ↗964 | ↘322 |      |      |      |      |      |